# فرانسسكوس رافلنجيوس
فرانسسكوس رافلنجيوس (1539 - 1597 م) هو مستشرق هولندي.
أنشأ في هولندة مطبعة للحروف عربية ، طبع فيها فقط الأبجدية العربية، وخمسين مزموراً. كما صنف معجما عربيًا كبيرًا، تولى طبعه ابنه بعد وفاته سنة 1613 م.